# Misheck Lungu
Misheck Lungu (Lusaka, 2 maggio 1980) è un ex calciatore zambiano, di ruolo centrocampista.

## Carriera

### Club
Ha giocato nel campionato zambiano, angolano e ungherese.

### Nazionale
Convocato per la Coppa d'Africa 2002 e 2006, ha collezionato 37 presenze con la maglia della Nazionale.